# 堀江ゆき
堀江 ゆき（ほりえゆき、1972年9月25日 - ）は、日本の女性声優。フリー。東京都出身。立教大学劇団テアトルジュンヌ卒業。

## 出演作品

### テレビアニメ
1999年
- こちら葛飾区亀有公園前派出所（看護婦）
- ビックリマン2000（レスQ天女3世）
- ONE PIECE

2000年
- こちら葛飾区亀有公園前派出所（婦警、多恵子、姉、主婦）

2002年
- こちら葛飾区亀有公園前派出所（梅子）
- 真・女神転生Dチルドレン ライト&ダーク（子供）
- テニスの王子様（男の子、女の子）
- 満月をさがして（ニック・フランクリン、花屋の奥さん、しのぶ 他）

2003年
- こちら葛飾区亀有公園前派出所（高橋有香）
- ボンバーマンジェッターズ（子供）

2004年
- こちら葛飾区亀有公園前派出所（看護婦）

### ゲーム
1996年
- 電車でGO!（鉄ちゃん）

1999年
- 餓狼 MARK OF THE WOLVES（双葉ほたる）

2001年
- FEVER4 SANKYO 公式パチンコシミュレーション

2005年
- ザ・キング・オブ・ファイターズXI（双葉ほたる）※PS2版
- ネオジオバトルコロシアム（双葉ほたる）
- あしたのジョー 〜まっ白に燃え尽きろ！〜（サチ、カーロスがナンパした女の子、スチュワーデス）
- かっぱの飼い方

2020年
- THE KING OF FIGHTERS ALLSTAR（双葉ほたる）

### CFナレーション
- KONAMI ときめきメモリアル2
- 中外製薬 グロンサン
- 東洋水産 ホットヌードル